# Arnold van Gennep
Arnold van Gennep (Ludwigsburg, 23 aprile 1873 – Bourg-la-Reine, 7 maggio 1957) è stato un antropologo francese, tra i più noti studiosi di antropologia del Novecento; diede fondamentali contributi all'analisi dei riti di passaggio, inaugurandone lo studio sistematico nell'etnografia europea, e fondò lo studio etnografico del folklore come disciplina accademica in Francia.

## La formazione e gli studi sui riti di passaggio
Arnold van Gennep nacque in Germania da famiglia di origini olandesi, ma la madre, rimasta vedova, si risposò con un medico francese nel 1879, e la famiglia si trasferì quindi in Savoia.
Interessato alle culture orientali, si iscrisse alla Sorbona, ma rimase deluso nel non trovare corsi che rispecchiassero i suoi complessi interessi; passò quindi all'École des Langues Orientales (dove studiò l'Arabo) e poi alla prestigiosa École pratique des hautes études, dove studiò Filologia, Linguistica, Egittologia e culture orientali. Rimase sempre fortemente indipendente dall'establishment accademico francese, e scontò questa sua autonomia non ottenendo mai incarichi di docenza nel suo paese, nonostante il prestigio scientifico accumulato negli anni.
Nel 1909 pubblica il suo classico I Riti di Passaggio, il volume che portò al centro dell'attenzione degli etnologi del primo novecento questa classe di fenomeni. Oltre ad uno studio sistematico delle diverse fenomenologie del rito di passaggio che approfondì nell'ambito di diverse culture extra-europee (es. matrimoni, funerali, i riti di iniziazione, ecc.), Van Gennep ne propose anche un'acuta analisi strutturale, dividendo tali riti e i cerimoniali attraverso i quali si manifestano nelle fasi di "separazione", "margine" e "aggregazione".
Successivamente Victor Turner, studioso delle manifestazioni dei rituali, rinomina le tre fasi di Van Gennep in "pre-liminari" (separazione), "liminali" (transizione) e "post-liminari" (reintegrazione). Questa modellizzazione è considerata ancora valida, e viene ampiamente utilizzata ad un secolo di distanza.
Van Gennep riconosce nei riti l'insieme di manifestazioni che si ripetono sequenzialmente nello spazio e nel tempo, e che sono importanti per desumere la struttura delle relazioni delle società che li esprimono.

## Gli studi etnografici e sul folklore
Tra il 1912 ed il 1915 è titolare della cattedra di Etnografia all'Università di Neuchâtel, in Svizzera. Perde la cattedra per le sue polemiche sulla neutralità della Svizzera durante la prima guerra mondiale.
Dopo la guerra, inizia a interessarsi sempre di più di folklore, di cui diviene uno dei principali esperti europei. Nel 1924 pubblica Le Folklore, che rappresenta la tappa d'avvio dell'accademizzazione di tale disciplina nell'ambito francese. Continua a svolgere un'intensa attività di ricerca sul campo e di articolazione metodologica, analizzando la diffusione dei fatti di folklore attraverso l'uso del metodo storico-geografico.
Parte della sua copiosa produzione scientifica verrà ricompresa nell'enorme Manuel de Folklore Français Contemporain, edito in una prima versione nel 1937, e poi ripubblicato, postumo ma incompiuto, nel 1958. In seguito a tali studi, viene considerato l'iniziatore del folklore francese.
Muore nel 1957 a Bourg-la-Reine, vicino a Parigi.

## Opere
- Tabou et Totémisme à Madagascar, Paris, Ernest Leroux 1904.
- Les rites de passage, Paris 1909. (I riti di passaggio, Torino, Bollati Boringhieri 2002. ISBN 8833916758)
- Le Folklore. Paris, Librairie Stock 1924.
- Manuel de Folklore Français Contemporain, Paris 1937.